# Girolamo Bardi (letterato)
Girolamo Bardi (Firenze, 1544 – Venezia, 28 marzo 1594) è stato un religioso, letterato e storico italiano.

## Biografia
Nato in una nobile famiglia, entrò nel monastero camaldolese di Santa Maria degli Angeli a Firenze, noto a partire dalla seconda metà del XVI secolo per le attività culturali che vi erano svolte. Qui divenne un illustre studioso ed ebbe modo di pubblicare molte opere sotto il suo nome. Dopo la sua uscita dall'ordine, si trasferì a Venezia, senza rinunciare al sacerdozio. Grazie alle sue altolocate conoscenze e alla sua cultura storica fu eletto come corresponsabile del progetto delle decorazioni della Sala del Maggior Consiglio e dello Scrutinio nel Palazzo Ducale di Venezia. Divenne parroco della chiesa di San Samuele nell'anno 1593.
Fu autore di una Chronologia universale (1581), divisa in quattro parti, e di alcune opere storiografiche, come la narrazione della storia della città di Venezia, di quella dei Papi e del Sacro Romano Impero. Tradusse il Martyrologium Romanum, fatto pubblicare in conformità del nuovo calendario da Gregorio XIII nel 1583. Opera fondamentale per la comprensione dei cicli decorativi è la sua Dichiaratione di tutte le istorie che si contengono nei quadri posti novamente nelle sale dello Scrutinio et del gran Consiglio del Palagio Ducale della Serenissima Republica di Vinegia, nella quale si ha piena intelligenza delle più segnalate vittorie, conseguite di varie nationi del mondo dai Vinitiani, stampata nel 1587.

## Opere
- Vittoria navale ottenuta dalla Republica Venetiana contra Othone, figliuolo di Federigo primo imperadore, per la restitutione di Alessandro terzo, pontefice massimo, venuto a Venetia, In Venetia, appresso Francesco Ziletti, 1584.
- Le vite de tutti i santi brevemente descritte per tutti i giorni dell'anno, overo Martirologio Romano riordinato conforme all'uso del nuovo Calendario Gregoriano. Tradotto dalla lingua latina nella volgare, In Venetia, appresso Bernardo Giunti, 1585.
- Dichiaratione di tutte le istorie, che si contengono nei quadri posti novamente nelle Sale dello Scrutinio, & del Gran Consiglio, del Palagio Ducale della Serenissima Republica di Vinegia, nella quale si ha piena intelligenza delle più segnalate vittorie, conseguite di varie nationi del mondo dai Vinitiani, In Venetia, appresso Felice Valgrisio, 1587.